# Вэйюань (Динси)
Вэйюа́нь (кит. упр. 渭源, пиньинь Wèiyuán) — уезд городского округа Динси провинции Ганьсу (КНР). Название означает «исток реки Вэйшуй».

## История
При империи Хань в 205 году до н. э. в этих местах был образован уезд Шоуян (首阳县). При империи Западная Вэй в 551 году он был переименован в Вэйюань. При империи Тан эти места были захвачены тибетцами.
При империи Сун в 1072 году здесь было возведено укрепление Вэйюань (渭源堡). Во времена правления монголов в 1276 году был вновь образован уезд Вэйюань.
В 1944 году из уезда Вэйюань был выделен уезд Хуэйчуань (会川县).
В 1949 году был образован Специальный район Миньсянь (岷县专区), и уезды Вэйюань и Хуэйчуань вошли в его состав. В 1950 году Специальный район Миньсянь был расформирован, и уезды Вэйюань и Хуэйчуань перешли в состав Специального района Динси (定西专区). В 1958 году уезд Хуэйчуань был разделён между уездами Вэйюань и Ушань, а затем уезд Вэйюань был разделён между уездами Лунси и Линьтао. В 1961 году уезд Вэйюань был воссоздан, войдя в состав Специального района Линьтао (临洮专区). В 1963 году Специальный район Линьтао был расформирован, и уезд Вэйюань перешёл в состав Специального района Динси. В 1970 году Специальный район Динси был переименован в Округ Динси (定西地区).
Постановлением Госсовета КНР от 4 апреля 2003 года был расформирован округ Динси и образован городской округ Динси.

## Административное деление
Уезд делится на 8 посёлков и 8 волостей.